# Reina Hispanoamericana 2007
Reina Hispanoamericana 2007 fue un concurso de belleza femenino que reemplazó al concurso Reina Sudamericana. Dicha edición se llevó a cabo en Santa Cruz de la Sierra, Bolivia, en donde la representante de República Dominicana, Massiel Taveras, se llevó la corona de ese año. Al certamen de este año, se le agregaron otros países participantes de habla hispana, tal es el caso de España, Estados Unidos (solo comunidad hispana), además de otros países de Centroamérica.

## Resultado
| Resultado                      | Candidata |
| Reina Hispanoamericana 2007    | - República Dominicana - Massiel Taveras                                                                       |
| Virreina Hispanoamericana 2007 | - Brasil - Jane Borges                                                                                         |
| 1.ª. Finalista                 | - Paraguay - María José Maldonado                                                                              |
| 2.ª. Finalista                 | - España - María Jesús Ruiz                                                                                    |
| Top 8                          | - Colombia - Laura Montoya - Cuba - Lissette Garcia - Uruguay - Giannina Silva - Venezuela - Hannelly Quintero |

## Premios Especiales
| Premio               | Ganadora                                 |
| Miss Amistad         | - México - Melissa Estrella Pérez        |
| Miss Fotogénica      | - Paraguay - María José Maldonado        |
| Mejor Traje Nacional | - Paraguay - María José Maldonado        |
| Mejor Rostro         | - República Dominicana - Massiel Taveras |
| Mejor Cuerpo         | - República Dominicana - Massiel Taveras |
| Mejor Cabello        | - Honduras - Ingrid López                |
| Mejor Sonrisa        | - Brasil - Jane de Sousa Borges          |
| Chica Aerosur        | - España - María Jesús Ruíz              |

## Candidatas
| País/Territorio      | Candidata                        | Edad | Estatura        | Ciudad Natal               |
| Argentina            | Alejandra Noelia Bernal          | 19   | 1,78 m (5′ 10″) | Tucumán                    |
| Bolivia              | Sandra Lea Hernández Saavedra    | 22   | 1,74 m (5′ 9″)  | Cochabamba                 |
| Brasil               | Jane de Sousa Borges Oliveira    | 22   | 1,80 m (5′ 11″) | Goiania                    |
| Chile                | María Belén Montilla Torreblanca | 24   | 1,77 m (5′ 10″) | Arica                      |
| Colombia             | Laura Montoya Escobar            | 20   | 1,74 m (5′ 9″)  | Medellín                   |
| Costa Rica           | Maria Elena Quesada Córdoba      | 25   | 1,72 m (5′ 8″)  | San Sebastián              |
| Cuba                 | Lissette García Rodríguez        | 22   | 1,80 m (5′ 11″) | Miami                      |
| Ecuador              | María Rebeca Flores Jaramillo    | 24   | 1,72 m (5′ 8″)  | Cuenca                     |
| España               | María Jesús Ruiz Garzón          | 24   | 1,79 m (5′ 10″) | Andújar                    |
| Estados Unidos       | Sarah Carlota Rivera Heredia     | 22   | 1,81 m (5′ 11″) | New York                   |
| Honduras             | Ingrid Saudy López Castillo      | 20   | 1,70 m (5′ 7″)  | San Pedro Sula             |
| México               | Melissa Estrella Pérez           | 21   | 1,70 m (5′ 7″)  | Nogales                    |
| Nicaragua            | Slilma Giselle Ulloa Cerda       | 21   | 1,72 m (5′ 8″)  | Matagalpa                  |
| Panamá               | Stephanie Joan Araúz Shaw        | 21   | 1,72 m (5′ 8″)  | Panama City                |
| Paraguay             | María José Maldonado Gómez       | 21   | 1,74 m (5′ 9″)  | Asunción                   |
| Perú                 | Valerie Neff Murillo             | 24   | 1,79 m (5′ 10″) | Lima                       |
| Puerto Rico          | Diana Ruiz Vásquez               | 19   | 1,80 m (5′ 11″) | Carolina                   |
| República Dominicana | Massiel Indira Taveras Henríquez | 22   | 1,70 m (5′ 7″)  | Santiago de los Caballeros |
| Uruguay              | Giannina Carla Silva Varela      | 23   | 1,81 m (5′ 11″) | Montevideo                 |
| Venezuela            | Hannelly Zulami Quintero Ledezma | 21   | 1,76 m (5′ 9″)  | Ocumare del Tuy            |